# 楊於陵
楊於陵（753年—830年），字達夫，弘農（今河南靈寶）人。

## 生平
家族自称是东汉太尉杨震第五子杨奉的后裔。父楊太清，客居河朔，死於安史之亂。杨於陵六歲時因戰亂避居到建昌（今永修），少年就有奇志。十九歲，擢進士第，授潤州句容（今江蘇）主簿，節度使韓滉称他“生子必为宰相”，將女兒嫁給他。貞元八年（792年），入朝為膳部員外郎。歷官吏部郎中、中書舍人、潼關防御、鎮國軍使（今陝西華縣）、浙東（今浙江紹興）觀察使，入為京兆尹（首都市長），“奸人無所影賴，京師豪右大震”，官至戶部侍郎。
元和初年，擢牛僧孺對策第一，為李吉甫排斥，元和四年（809年）出任嶺南（今廣東廣州）節度使，聘用韋詞、李翱為幕僚，“諮訪得失，教民陶瓦易薄屋，以絕火患。”為監軍許遂振所誣，憲宗下令追究此事。宰相裴垍為楊氏辯白，改授吏部侍郎，為唐鄧（今河南沁陽）供軍使，高霞寓兵敗，貶郴州（今湖南郴州）刺史。復升戶部侍郎。元和十四年（819年），朝廷平定李師道，命楊於陵為淄青宣撫使。穆宗時，遷戶部尚書，以左僕射致仕。太和四年（830年）卒，贈司空。

## 家庭

### 子孙
- 同州刺史楊景復
- 宰相楊嗣復
- 中书舍人楊绍復
- 大理寺卿楊师復
  - 杨拙、杨振

### 可能的兄弟姐妹
唐武宗曾称因卷入唐文宗身后储君之争而被赐死的杨贤妃被杨嗣复称为姑母，还称杨贤妃另有一个弟弟叫杨玄思。武宗的说法无法证实，如属实，杨贤妃和杨玄思便是楊於陵的平辈兄弟姐妹。

## 延伸阅读
[在维基数据编辑]
 在维基文库阅读此作者作品
 《舊唐書/卷164》，出自刘昫《舊唐書》
 《新唐書·卷163》，出自《新唐書》